# Takashi Onishi
Takashi Onishi (født 16. oktober 1971) er en tidligere japansk fodboldspiller.
Han har spillet for flere forskellige klubber i sin karriere, herunder Sanfrecce Hiroshima og Kyoto Purple Sanga.